# Litothericles carbonarius
Litothericles carbonarius är en insektsart som beskrevs av Marius Descamps 1977. Litothericles carbonarius ingår i släktet Litothericles och familjen Thericleidae. Inga underarter finns listade i Catalogue of Life.